# Grandview Heights
Grandview Heights è un comune degli Stati Uniti d'America, situato nello stato dell'Ohio, nella contea di Franklin.